# Банковая улица
Ба́нковая у́лица (укр. Ба́нкова ву́лиця) — улица в Печерском районе города Киева, местность Липки. Пролегает от Институтской улицы до Круглоуниверситетской улицы. Бо́льшая часть улицы пешеходная.

## Названия
- Банковая (1870—1919), параллельные названия — Царедарская, Треповская;
- Коммунистическая (1919—1936);
- Орджоникидзе (1936—1941);
- Бисмаркштрассе (1941—1943);
- Орджоникидзе (1944—1992);
- Банковая (с 1992).

## История
Улица была проложена в начале 1870-х годов через усадьбу генерал-адъютанта Фёдора Фёдоровича Трепова (старшего).
С 1905 года по примерно 1946 год по Банковой улице пролегала трамвайная линия (в разное время № 7 и № 18), соединявшая Бессарабскую площадь с нынешней улицей Михаила Грушевского.
Название Банковая происходит от близости улицы к зданию бывшей Киевской конторы Государственного банка Российской империи (Институтская улица, 9; здание построено в 1840 году, неоднократно перестраивалось). Параллельно улица была известна под названиями Цареводарская и Треповская.
Во время российского вторжения на Украину здесь проходили встречи президента Украины Владимира Зеленского со многими американскими и европейскими политиками.
В настоящее время слово «Банковая» часто употребляется (особенно в украинской прессе) как синоним украинской власти, точно в том же смысле, что «Кремль» или «Белый дом» применительно к СССР-России или к США.

## Памятники архитектуры
- Дом № 2, особняк Либермана. Выстроен в стиле историзма.
- Дом № 5-7. Дом с маками. Бывший доходный дом генерала де-Витте (1910, достроен в 1914) в стиле модерн.
- Дом № 10, дом с Химерами. Бывший особняк архитектора В. Городецкого (стиль модерн).
- Дом № 11, Офис президента Украины (до 2019 года — Администрация). Бывший штаб Киевского военного округа (построен в 1936—1939 годах архитектором С. Григорьевым). После Великой Отечественной войны в здании разместилось ЦК КПУ. При строительстве этого здания был уничтожен особняк композитора и директора музыкального училища В. Пухлицкого. В его доме в 1890-е годы XIX века жил и работал известный русский художник М. Нестеров.
- Дом № 12. Построен в 1930 году для научных работников (архитектор А. Вербицкий). Здесь в разное время жили профессор П. Буйко, академики АН УССР М. Фёдоров, К. Воблый, Л. Ревуцкий, А. Корчак-Чепурковский, М. Кравчук.